# Dumnonija
Dumnonija (lat.Dumnonia) je latinizirano ime za britsko poslijerimsko kraljevstvo koje je postojalo na području današnje Jugozapadne Engleske od kasnog 4. do zadnjih desetljeća 8. stoljeća. 

## Ime
Ime je dobilo po britskom keltskom plemenu Dumnoncima koje je prema Ptolomejevoj Geografiji živjelo na jugozapadu otoka Britanije kad su u te krajeve došli Rimljani oko 78. godine. 

## Prostiranje
Smjestilo se oko područja koje je poslije dobilo naziv Devon, uključivalo je dijelove Somerseta te vjerojatno Dorseta. Istočna se je granica mijenjala vremenom i bila je nestalna. Neki su povjesničari u ovo kraljevstvo uračunavali i Cornubiju odnosno poluotok Cornwall, iako se je Kraljevstvo Cornwall baziralo na potplemenu Cornovii, koje je ostalo poluneovisnim nakon što su dijelovi Dumnonije došli pod anglosasku vlast između 7. i 10. stoljeća.
Neki povjesničari pretpostavljaju da su ti krajevi vjerojatno očuvali određeni stupanj autonomnosti te da su se manje romanizirali gledajući prema ostatku provincije Britanije. Povijesna raščlamba dumnonijskih vladara, njihove vladavine i svih događaja iz tog razdoblja je otežazan zbog toga što su u izvorima izmiješani stvarni povijesni događaji, lažni povijesni događaji te mitovi. U srednjem je vijeku dumnonijske zemlje osvojio anglosaski vladar Egbert, kralj Wessexa. Vrijeme kad ih je zauzeo je bilo između 813. i 822. godine. Prestali dio dumnonijskih zemalja ostao je samostalan a zvao se Kraljevina Cornwall. 
Za Dumnoniju se smatra da bi mogla biti povijesnom podlogom legenda o kralju Arthuru, no to nije sasvim sigurno.
Na kontinentu, na poluotoku Bretanji je od 4. stoljeća postojala država Domnonija za koju se pretpostavlja da su ju osnovali dumnonski doseljenici s Britanije.